# Александру Робот
Александру Робот (15 січня 1916 р. — бл. 1941) — румунський, молдовський і радянський поет, прозаїк і журналіст. Член румунських літературних клубів, розробив поетичний стиль, заснований на запозиченнях із літератури символістів та експресіоністів.
Робот був визнаний зниклим безвісти через два місяці після німецько-румунського захоплення Бессарабії, загинув при загадкових обставинах. Його літературна творчість залишалася значною мірою невідомою до 1960-х років, коли її відкрило нове покоління бессарабських письменників.

## Біографія

### Раннє життя
Александру родом з Бухареста, народився у родині робітничого класу. Його батько був чи то писарем або наглядачем єврейського цвинтаря в Бухаресті. Альтер Ротман деякий час навчався у міській середній школі Спіру Харет, але кинув навчання.
Робот дебютував у редакції у 1932 році, у віці 16 років. Протягом наступного періоду був визнаний в літературних літописах автора. У 2006 році молдавський філолог Володимир Прісакару визначив автора як «швидкостиглий і енергійний, мальовничий, розсіяний і надзвичайно плідний талант».
Ці ж роки принесли Олександру Роботу внесок у короткочасні журнали, які видавалися авангардними колами Старого Румунського королівства . Робот також був серед молодих письменників, які долучилися до літературного огляду Ulise, започаткованого в Бухаресті критиком Люсіаном Бозом . У червні 1933 року Рампа опублікував своє інтерв'ю з румунським філософом і романістом-модерністом Мірча Еліаде.

### Переїзд до Бессарабії
У 1935 році Робот вирішив залишити свій рідний регіон, Старе Царство, і попрямував до Кишинева. Робот вирішив ототожнювати себе з культурою Кишинева (його поет випадково називає «нашим містом»): "Створюється враження, що Ал. Робот і Кишинів були показуючи себе як два сполучні судна ".
Невдовзі після приїзду автор був прийнятий на роботу до колеги-поета Ніколая Костенка до редакції літературного огляду Viața Basarabiei, але переважно працював репортером у газеті Gazeta Basarabiei . На той час Робот був відданим послідовником лівих ідей. Робот подорожував по Бессарабії і Буджаку, що охоплює життя Lipovan рибалок в Валках і питань суспільного інтересу. Володимир Прісакару пише, що Робот мав «важко пояснити пристрасть» до висвітлення Буджака (регіону, який зараз є частиною України), і стверджує, що автор «без прихованого інтересу свідчив про румунський характер [регіону]».
Робот опублікував велику кількість критичних нарисів, зосереджених на видатних постах європейської та румунської літератури (від Луїджі Піранделло, Сергія Єсеніна та Шарля Бодлера до Матею Караджале, Панаїта Істраті чи Лівіу Ребреану), і так само цікавився критикою мистецтва, театру та балету ( з творами про Костянтина Бранкуші, Віктора Браунера, Васлава Ніжинського та Анну Павлову). Зокрема, Робот отримав похвалу за інтерв'ю з актрисою бессарабського походження Марією Чеботарі .
Другий том його поезії, Somnul singurătății («Сон самотності»), побачив світ у 1936 році Особливо він отримав похвалу від Costenco у Viața Basarabiei — за словами Колесніка, хоча Robot був «дуже тонким конкурентом» Costenco, така оцінка останнього ілюструвала «виправдану літературну солідарність, враховуючи, що обидва мали ліві політичні симпатії та постійно їх пропагували.» У той час Костенко підкреслював власну підтримку неотрадиціоналістської школи в літературі (для якої він шукав натхнення у творчості ідеолога- націоналіста Румунії Ніколае Йорги) і все більше любив авангардні тенденції. Того ж року в Бухарестському офіційному літературному огляді Revista Fundațiilor Regale було розміщено есе модерністського критика Володимира Стрейну, в якому в чотирьох окремих розділах обговорювалися твори поетів Робота, Хейга Актеріана, Штефана Бачу та Цицерона Теодореску.

### Радянська кар'єра і зникнення
Робот залишився у своєму названому регіоні після передачі Румунією Бессарабії Радянському Союзу в 1940 році. Юрій Колесніч вважає, що це був «свідомий вибір» і виправдовувався переконанням Робота в тому, що радянська адміністрація добре оцінила авангардну поезію (що робить його "найочевиднішою інтелектуальною жертвою радянської пропаганди "). Колеснік також пише: «Я вважаю, що його розчарування після року життя під комуністичним режимом було глибоким і важко виправити». Подібний аргумент наводить Євген Лунгу, який припускає, що Робот "імітував […] прихильність до щастя колгоспників " і, як і інші письменники з новоствореної Молдавської РСР, був змушений відповідати соціалістичним Реалізм . Зокрема, зазначає Лунгу, Робот дотримувався офіційної радянської позиції щодо «молдовської мови», відмінної від румунської та регулюваної педагогічними закладами Балти.
Письменник на той час працював в офіційній комуністичній газеті. , але незвично також був дописувачем Viața Basarabiei, яка переїхала до Бухареста на знак протесту проти радянської окупації. У вересні 1940 року, коли Румунія була під фашистським урядом (Національна легіонерська держава), Робот навіть відвідав Ловінеску в його клубі в Бухаресті. Стислий запис зустрічі Ловінеску, вперше опублікований приблизно через 60 років, зображує конфлікт між Роботом і модерністом, який став фашистом Іоном Барбу: «І. Барбу, одіозний, божевільний, хоче крові [. . . ]. Бідний Робот отримує пекельне приймання від Барбу. Неприємний день на рахунок Барбу»
Політична ситуація змінилася наприкінці червня 1941 року, коли німецько-фашистські та румунські війська почали раптовий напад на Радянський Союз, окупувавши Бессарабію (див. Румунія під час Другої світової війни). Робота визнали зниклим безвісти та вважали загиблим у серпні того ж року, останнє відоме місце його перебування було поблизу Одеси, Українська РСР. За одним зі свідчень, він був призваний до Червоної Армії і загинув під зброєю. Однак, за словами Володимира Прісакару, Робот став жертвою корабельної аварії, який загинув разом з іншими бессарабськими біженцями, коли їхній корабель, що плив з Одеси до Криму, затонув у Чорному морі.
Окрім роману Music-hall (або MUZIC-hall), рукописи, які він залишив, включають два зошити віршів під назвою Îmblânzitorul de cuvinte («Укротитель слів») і Plecările și popasurile poetului («Від'їзд поета і Відпочиває»). Як повідомляється, Робот також мав намір надрукувати добірку своїх ліричних творів на комуністичні теми під назвою A înflorit Moldova («Молдова розквітла»).

## Робота

### Модернізм і герметизм
Поезія та проза Олександра Робота ілюструють етап у розвитку авангардних течій Румунії та Молдови, відзначений еклектизмом та космополітизмом .. Молдовський вчений Тімотей Рошка згадує Робота, Костенко, Ісаноса та Менюка серед тих бессарабців, чий творчий підхід «проявляється найчастіше в медитативній обстановці, але яким не чужі жести, відступи, стратегічні сили та навіть експериментальні, модерністського типу». Точніше, критики визначили Робота як символіста або як «автора, що коливається між символізмом та експресіонізмом».
Один з коментаторів роботи Робота, історик літератури Джордж Келінеску, включив Робота до модерністської частини румунської літератури, поставивши його в один ряд із "дадаїстами, сюрреалістами, герметистами " 1930-х років і відзначивши його схожість із суперником-авангардистом Барбу. У своєму визначенні Робот адаптував «Герметизм» Барбу в суміш, яка також включала розпусні риси поета-поста-символіста Каміля Бальтазара та запозичення з неотрадиціоналістських віршів Іона Пілла або Іларі Воронки . Келінеску вважав Робота «хорошим версифікатором» із «хвилеподібними» строфами, подібними до «важких шовків», але припустив, що поєднанню стилів бракує «будь-якого інтелектуального зміцнення». На підтвердження цього вироку він процитував лірику «Робот», що розширює теми з давньогрецької літератури: Стилістичний зв'язок з Барбу також відзначає молдовський критик Іон Цуркану. Він оцінює, що Олександру Робот наважився познайомити свій названий регіон з «новим і дуже примхливим явищем, герметичним письмом». На думку Цуркан, в поезії робота чергувати такі стилістичні проблеми з відгомонами з крила середовища символістів Румунії: естетичний синтез в виконанні знаменитого письменника Tudor Arghezi, чий заповіт частина вважається, одним і тим же коментатором бути у джерела Prefaţă робота («Передмова»). Хоча він припускає, що більш герметична сторона поезії Робота може бути заплутаною, оскільки деякі тексти мають лише «смисл, який читач вирішує надати їм», Цуркану коментує, що вони також можуть містити «прикраси, які не соромлять жодного поета». Посилаючи на це, він цитує твір під назвою « Мадригал» :

### Пастораль
Робот дотримувався стилістичних підходів у пасторальному жанрі, який становить особливий сегмент його творів: за словами Джорджа Келінеску, це «багатонадійне», але й «втомливе» в довгостроковій перспективі. Келінеску згадує про зв'язок між вибором таких тем і єврейством Робота (« біблійною спадковістю»), вираженим у строфах, які нібито посилаються на Землю Ізраїлю: На додаток до таких текстів, Келінеску вважав похвальними ті твори, в яких Робот досліджує сільський всесвіт, населений мисливцями, але не схвалював тенденцію Робота супроводжувати темами «паразитарний розвиток» суб'єкта та « додонівські вироки». Зокрема, він знайшов «дуже красиві образи» у строфі Робота про «дзеркальне дзеркало лісу у воді і саду в чашці»: За оцінкою Юрія Колесніка, основна частина поезії Олександра Робота показала, що автор був «таким витонченим поетом, який переповнювався, як фонтан метафорами та порівняннями, і чия фантазія здавалася безмежною». Колеснік ілюструє цю ідею іншою пасторальною поемою Priveliște («Погляд»), яка містить такі тексти, як: Внесок Робота як прозаїка був з усякого погляду інноваційним для румунського та молдовського культурного контексту.
«Мюзик-хол», єдиний роман Робота, зосереджений на житті матері та сина танцюристів Тамари та Йора. Молдавський поет і критик Ігор Урсенко визначає сюжет як набір "підліткових переживань і комплексів ", але стверджує, що, з точки зору експериментальної літератури Робота, книга була написана як набір «безпомилкових вправ у зрілості». Прісакару розглядає роман як «оригінальний і модерністський» твір, населений «примарними персонажами».
Значну частину літературного внеску Робота складають короткі есеї, засновані на спостереженнях про події чи звичаї. Робот говорив про Кишинів як про замкнутість і знедоленість, загальний образ якого визначається великою кількістю граків: «Застарілі й неприємні граки, ніби відірвані від прапора ранку й символу ранку. лихо, яке ніколи не відриває себе від долі Бессарабії, характерне для міста з двома трамваями, одна веде до лікарні, а інша — на кладовище».

## Спадщина
Незабаром після зникнення Олександру Робота Джордж Келінеску включив його до свого основного синтезу румунської літератури (перше видання 1941). Включення профілю Робота та інших єврейських письменників цілеспрямовано ігнорували антисемітську політику румунського диктатора Йона Антонеску, яка включала жорстку цензуру єврейської літератури (див. Голокост у Румунії).
У Молдавській РСР Радянського Союзу загальний внесок Робота був переоцінений протягом 1960-х років і, як і інші автори, які загинули на війні, був перевиданий державними видавництвами.
За словами Лунгу, видання Cibotaru навіть мало непередбачений підривний ефект, дозволяючи місцевим письменникам рідко зазирнути в неофіційні форми літературної культури. Розмірковуючи про той період, він зазначає: «Писання цього бухарестського герметика на мить зникли емблеми соціалістичного реалізму. [. . . ] Внесок робота в пресу змусив нас визнати, якими ми заїкалися, але також дав нам деякі уроки безкоштовно» Посилаючись на захоплення молодих письменників у 1960-х роках, він також стверджував: «Міжвоєнний час посилав через нього зразок того, ким ми були і ким могли бути, і таким чином зав'язував струну, яка була так жорстоко розірвана».
Приблизно в той же час Робот набув прихильників у комуністичній Румунії . Наприкінці 1960-х літературний журнал Viața Românească випустив серіал Music-hall. Мірча Міхаєш згадує, що був захопленим читачем роботи, і зазначає, що громадськість все ще мало могла дізнатися про біографію Робота. У цьому ж контексті Робот став темою монографії Думітру Міку.
У 1993 році віршовані твори Робота були зібрані в молдавській поетичній збірці за редакцією Думітру М. Йона (сам поет), перекладеною на македонську мову Кароліною Ілікою та Дімо Наумом Дімцовим і видана компанією Kultura у Скоп'є, Республіка Македонія. Зразки прози Робота також увійшли до антології Ойгена Лунгу 2004 року. Коментуючи останній вибір у 2006 році, Іон Цуркану зазначив: «Очевидно, як поет, Робот менш відомий, ніж він заслужив». У поколінні письменників-постмодерністів, яке з'явилося приблизно в 1991 році, поет Еміліан Галайку-Пеун також черпав натхнення зі стилю Робота і опублікував твори з інтертекстуальними запозиченнями з власного Робота.
У поета залишилася дружина, яка жила у відносній невідомості в Радянському Союзі, а згодом у Молдові. За словами Колесніка: «вона не тільки завершила портрет поета Олександра Робота, але й посилила загадку, яка все ще плаває навколо [його]».